# Musée de l'ardoise de Fumay
Pour les articles homonymes, voir Musée de l’ardoise.
Le musée de l'ardoise de Fumay est un musée français consacré à l'histoire des mineurs de schiste.
Situé près de la Meuse à Fumay dans les Ardennes françaises, le musée est fermé et en travaux à l'entrée des années 2020.

## Historique
La fosse ardoisière de Fumay considérée comme la plus ancienne est celle dite du Moulin Sainte-Anne. Elle est mentionnée en 1222, mais serait antérieure à cette date et du siècle précédent. Au XVIIe siècle, il y a entre 15 et 20 fosses ardoisières à Fumay. Celle de Sainte-Anne est aussi la dernière en exploitation au XIXe siècle : elle a ainsi permis la production de 38 millions d'ardoises entre  1831 et 1832, et employait à l'époque 369 ouvriers. Cette production a cessé définitivement un siècle plus tard en 1934, dans l'entre-deux-guerres.
Après la Seconde Guerre mondiale et les Trente Glorieuses, alors qu'un effort plus important était porté pour développer une activité touristique, un lieu d'exposition a été recherché pour présenter cette activité ardoisière et servir de mémoire à ce patrimoine industriel de la ville de Fumay. Un bâtiment à l'extrémité de la rue Martin Coupaye (nom d'un ancien syndicaliste ardoisier) et à proximité des quais est retenu. C'est un bâtiment qui a fait partie d'un couvent de carmélites fondé en 1630 (couvent fermé à la Révolution française de 1789). Le bâtiment avait été vendu comme bien national puis acheté par la ville pour y créer une école. Cette école avait été fermée à son tour au milieu des années 1950. Le bâtiment avait été transformé en un Foyer des jeunes et d'éducation populaire.
Sous l'impulsion d'une personnalité locale, Michel Paradon, ce lieu est retenu, un musée y est fondé pour rappeler le travail de l'ardoisier. En 1994, ce musée est rénové et sa scénographie est modernisée. Le musée prend le nom de son fondateur au début du nouveau millénaire en septembre 2001 et devient donc le musée de l'ardoise Michel Paradon. Mais l'installation vieillit, elle est fermée dans les années 2010 et la municipalité lance un nouveau projet de musée-bibliothèque. Malgré les élections municipales et le changement de conseil municipal en mai 2020, le projet est maintenu et les travaux continuent, même s'ils ont été ralentis par la pandémie de la Covid-19 de 2020 à 2021.